# Fernanda Melchionna

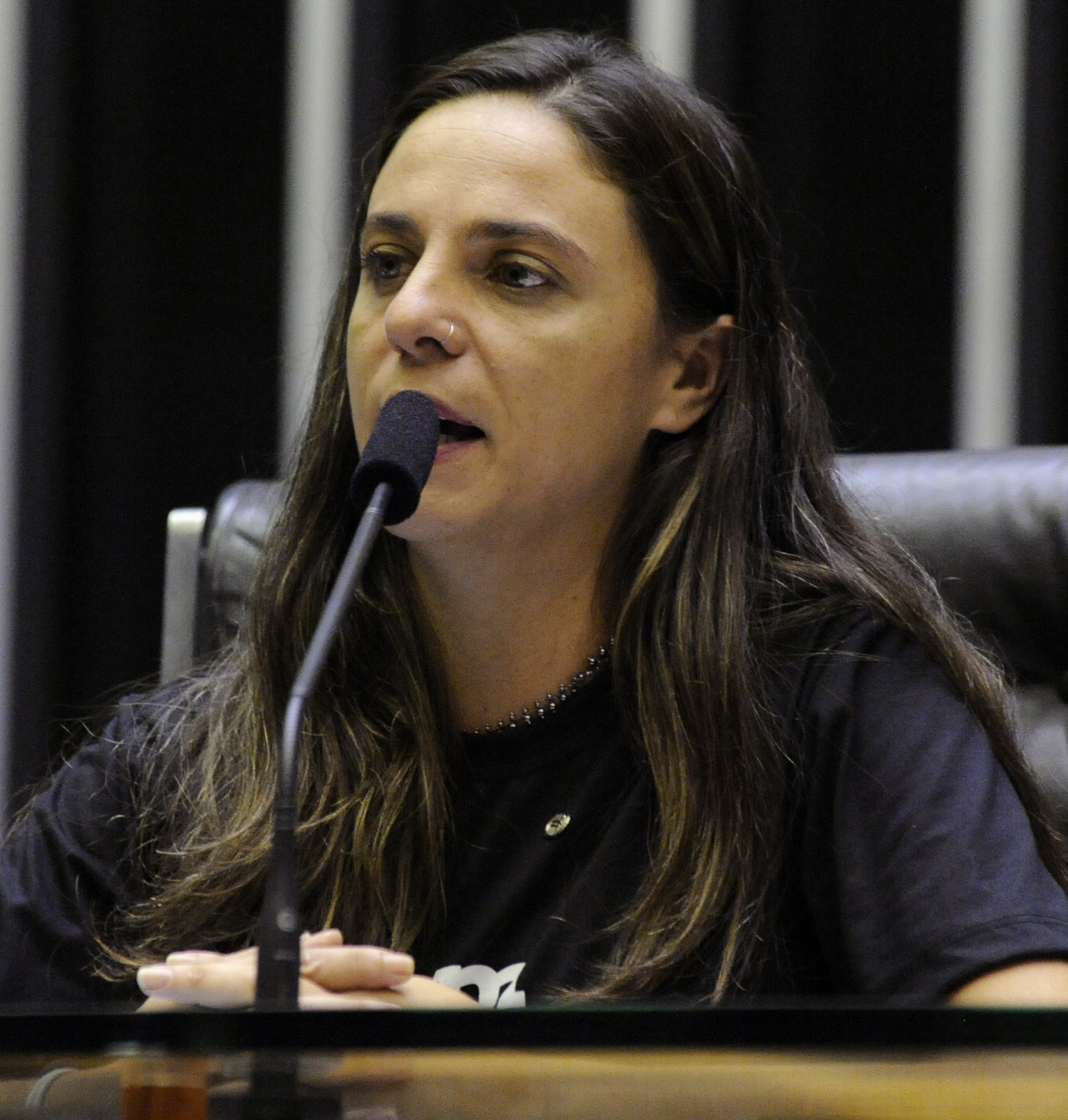
Fernanda Melchionna, März 2019

Fernanda Melchionna e Silva (geboren am 2. Februar 1984 in Alegrete) ist eine ehemalige Bankangestellte, Bibliothekarin und brasilianische Politikerin. Sie ist Mitglied der Abgeordnetenkammer als Abgeordnete für den Bundesstaat Rio Grande do Sul.

## Leben
Melchionna engagierte sich bereits im Alter von 13 Jahren in der Politik, als sie zusammen mit ihren Eltern gegen die neoliberale Politik und die Privatisierung der Wirtschaft des damaligen brasilianischen Präsidenten Fernando Henrique Cardoso protestierte.
Bevor sie Politikerin wurde, arbeitete Melchionna als Bankangestellte. Sie hat außerdem einen Abschluss in Bibliothekswesen von der Bundesuniversität von Rio Grande do Sul.

## Politische Laufbahn
Melchionna war bei der Kommunalwahl von 2016 mit 14.630 Stimmen die Kandidatin mit den meisten Stimmen bei den Wahlen zum Stadtrat (vereadora) von Porto Alegre. Melchionna und ihre Familie waren ursprünglich Mitglieder der Arbeiterpartei, die sie jedoch verließ, da sie mit der Politik von Lula da Silva unzufrieden war.
Bei den Wahlen 2018 erhielt Melchionna die zehntmeisten Stimmen im Bundesstaat Rio Grande do Sul und wurde auf der Liste der Partei Partido Socialismo e Liberdade in die Abgeordnetenkammer gewählt.
Bei den Staatswahlen in Rio Grande do Sul 2022 im Rahmen der Wahlen in Brasilien 2022 wurde sie mit 199.894 oder 3,24 % der gültigen Stimmen als Bundesabgeordnete wiedergewählt.